# Carlo Santachiara
Carlo Santachiara (Reggiolo, 27 novembre 1937 – Bologna, 2 novembre 2000) è stato un fumettista, scultore e grafico italiano.

## Biografia

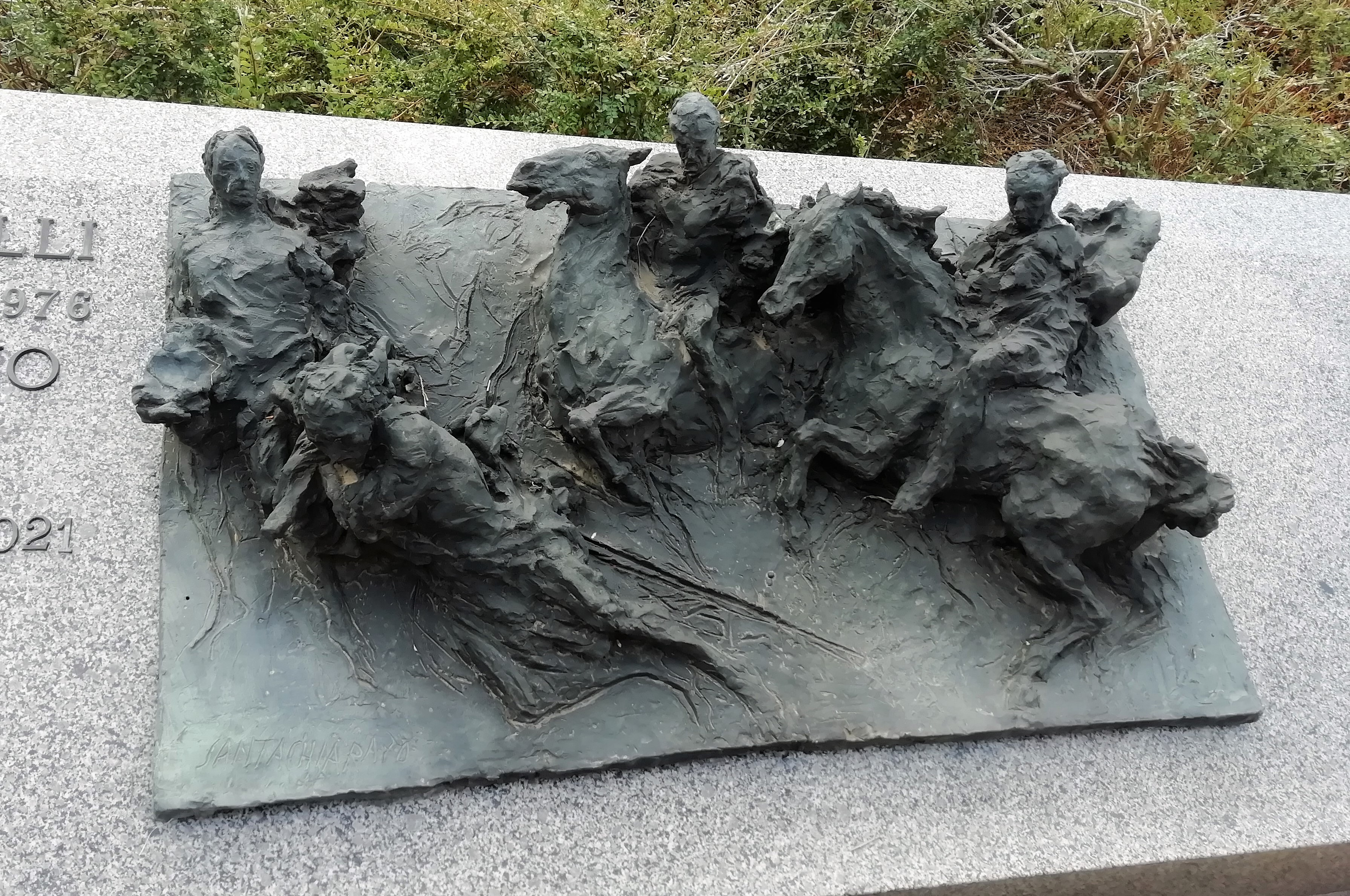
Un altorilievo in bronzo per le tombe Berselli, nella Certosa di Bologna.

Santachiara si trasferì nel 1952 a Bologna dove conseguì il diploma presso il liceo artistico e successivamente presso l'Accademia di belle arti. Termina venticinquenne i corsi d'Accademia. Inizia presto il suo magistero nel Liceo artistico di Bologna, che durerà circa 20 anni.
Già collaboratore del giornale umoristico Travaso, nel 1966 creò per i primissimi numeri della rivista Eureka la strip Sordello, con cui vinse un premio al Lucca Comics.
Come grafico ha pubblicato diversi romanzi a fumetti: Il Caso Limite, Oltre l'Orizzonte, Natura doc, Fanfaneide e Nel paese delle meraviglie: viaggio a fumetti nell'Emilia-Romagna.
Disegnatore di talento, nella sua tipica chiave figurale-simbolica, produce serie nutrite di disegni e grafica e cicli importanti, da Il sonno della ragione genera mostri, del 1967-1970, ad Amore, amore, amore, amore mio, del 1969, per citare solo due titoli. 
Come autore di comics, dal 1962 in avanti, collabora a riviste di Bologna e Milano; pubblica Il caso limite, romanzo a fumetti in due volumi. Figura nell'Enciclopedia mondiale del fumetto Horn-Secchi. Segnalato dal Bolaffi per la Grafica, 1978, e per la Scultura, 1980.
Gli ‘itinerari della memoria’ segnano le tappe di un'attività intensa e di singolare significato.
Insegnante al Liceo Artistico di Bologna, Santachiara è anche scultore.
Dopo la Via Crucis del 1963-'64 per i Santi Saverio e Mamolo in Bologna su progetto dell'architetto arch. Luigi Vignali, Santachiara realizza ben 23 opere per la Certosa di Bologna fra il 1966 e il 1971. Saranno 38 complessivamente, più due installazioni pubbliche a Reggiolo: Aereo in volo, del 1975 per le scuole elementari, e il monumento ai caduti del 2000; e altre per il camposanto (tra cui il gruppo Resurrezione della Tomba Magnani), e singole tombe familiari.
Per la Certosa di Bologna, in particolare, vanno segnalate la Tomba Berselli, del 1970, il gruppo scultoreo in bronzo e il cancello della Cella Venturi del 1980-1981, e l'intervento alla Cripta Fuzzi, del 1987. Sue opere figurano in musei e collezioni private in Italia e in Europa. Presente per quarant'anni nella vita artistica bolognese, con proiezioni espositive in varie parti del mondo, tra cui il Salon de Mai a Parigi nel 1976 e Art Basel, Helsinki, Bologna, Adelberg, Milano, Roma, Firenze. Lucca. Esegue la medaglia del 56esimo Premio Viareggio. Ha dato vita a una scultura ricca di temi suggestivi.

## Mostre e riconoscimenti
- Mostra: "Vivo quasi felice. Omaggio a Carlo Santachiara"[6]
- Mostra: "Carlo Santachiara. Frammenti d’arte e di vita", presso Palazzo Sartoretti, Reggiolo[7][8]
- Mostra: "Da quell'impenitente spergiuro che sono… Carlo Santachiara / Cesare Zavattini e un pizzico di Magnus"[7]
- A gennaio 2004, in occasione della mostra a palazzo d'Accursio, il Comune di Bologna ha editato il primo numero della collana Certosa di Bologna. Arte e storia dedicandolo a Santachiara, con un percorso di visita e una piantina che localizza le sculture dell'artista emiliano all'interno del cimitero monumentale della Certosa di Bologna.[9]
- “Figure del Novecento 2.”, in Pinacoteca, 2001
- “Carlo Santachiara, Sculture a memoria”, Sala d'Ercole in Comune, tenute entrambe a Bologna, a cura di A. Baccilieri.
- nel 2002 una mostra di sculture e disegni "Le donne di Carlo Santachiara" al Cabaret Voltaire di Bologna
- nel 2007 il Comune di Reggiolo, mostra: "Émile Gilioli - Carlo Santachiara" nella Rocca medievale
- nel 2008 una mostra su Santachiara nel Comune di Sasso Marconi mette in evidenza il suo lavoro come disegnatore.